# Eses fatales
Eses fatales es una novela de la escritora ecuatoriana Sonia Manzano, publicada por primera vez en septiembre de 2005. Considerada la primera novela lésbica escrita por una ecuatoriana, la trama sigue la historia de una escritora que escribe una novela sobre la relación amorosa entre dos mujeres: Selene y Silvia, hechos que se entrelezan en la narración con la historia de la poeta clásica Safo de Lesbos.
En una entrevista en que discutió las temáticas de la obra, Manzano resumió la novela como «un discurso ginocéntrico en cuyo centro se enlazan las eses y las heces características de la soledad más aplastante».

## Argumento
Cristina Rosas es una escritora cincuentona al cuidado de su madre con Alzheimer. Desde hace un tiempo ha estado concentrada en la escritura de una nueva obra, que ella define como «mi primera, y quizás mi última, novela lesbiana», inspirada en la vida y las relaciones amorosas de una amiga suya que recibe el nombre de Selene. Las experiencias lésbicas de Selene empezaron a corta edad, cuando en un colegio de monjas su belleza atrajo la atención de Donatella, una religiosa italiana que se acercó a su familia y comenzó a darle clases privadas. Un día, Donatella se desnuda ante Selene y le pide realizarle actos de carácter sexual. Los encuentros sexuales se extienden durante años, aunque Donatella jamás la toca.
Selene tiene varias relaciones amorosas durante sus años de universidad, siempre con mujeres mayores que le recuerdan a Donatella. Pasan los años y un día conoce a Silvia Molina, una abogada de una organización internacional feminista que enamora a Selene con su personalidad. Con el tiempo la lleva a conocer a sus amistades, incluso la invita al grupo de literatura en que había conocido a Cristina Rosas, llamado Mujeres del Puerto. Silvia había tenido un esposo durante su juventud con el que procreó una hija, Martina.
Luego de cuatro años de relación, Silvia empieza a alejarse de Selene. Ella nota el cambio en la relación, por lo que sus interacciones se vuelven cada vez más tóxicas y Selene entra en depresión. Un día, Silvia le confiesa la verdadera razón de su distanciamiento: meses atrás había conocido en un encuentro feminista en el extranjero a Alana, una mujer colombiana de la que ahora estaba enamorada, pero había decidido no decirle nada a Selene en caso de que su relación con Alana no funcionara. Selene queda devastada y trata de ignorar a Silvia como forma de reponerse. Luego intenta darle celos invitando a la ciudad a una amante neoyorkina que había tenido mucho tiempo atrás, pero termina decepcionada de ese encuentro.
Silvia se muda a Lisboa con Alana y deja a Martina sola durante su último año de colegio. Selene, quien sentía un afecto maternal por Martina, empieza a acercarse a ella. Silvia se convence erróneamente de que Selene intentaba seducir a su hija como forma de venganza, por lo que ella decide aprovecharse de la situación para atormentar a Silvia respondiendo de forma ambigua respecto a sus intenciones con Martina. Silvia prepara todo para que Martina se mude con ella y Alana a Lisboa, pero Martina cancela el viaje en el último momento y anuncia que se mudaría con Selene. Silvia, quien en las últimas semanas se había desencantado de Alana, decide abandonarla y vuelve para intentar salvar a su hija.

## Recepción

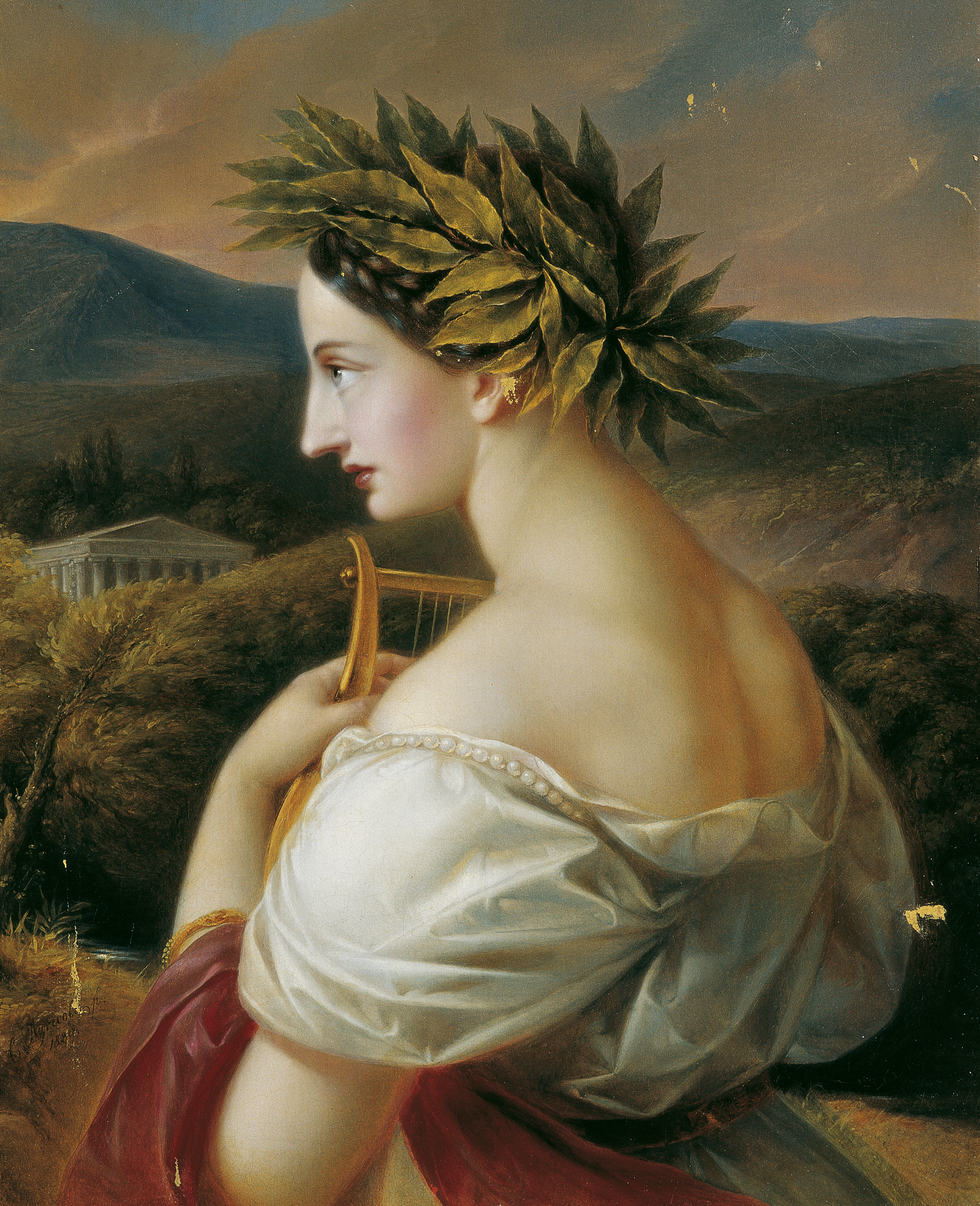
La novela entrelaza fragmentos de la vida de la poeta Safo de Lesbos.

Al momento de su publicación, el título del libro atrajo críticas por su semejanza sonora con la frase «heces fecales», y que Manzano eligió de forma consciente. Según relató, las «eses fatales» a las que se refiere el título son «el suicidio, la soledad, el sadismo, los sinsabores y los sinfinales». La polémica continuó cuando el municipio de Guayaquil realizó una reedición de la obra y el escritor Javier Vásconez, que coordinaba la colección en que se publicaría, le pidió a Manzano que cambiara el título de la novela por poder ser considerado «grotesco». Esta edición de la novela fue finalmente publicada con el título «Signos fatales». Años más tarde, Manzano se mostró arrepentida y aseveró que haber aceptado ese cambio fue «una de las tres traiciones que le hice a mi literatura».
El crítico literario Efraín Villacís calificó la novela como una «gran historia de amor» y destacó en particular su verosimilitud, las referencias a la historia de Safo y los paralelos entre la narradora protagonista escribiendo su novela y la propia autora escribiendo Eses fatales. La reseña del diario El Universo también fue positiva, aseverando que la obra «se sostiene por la fuerza de su trama y por la forma hipnótica como entreteje sus historias».
El escritor y periodista Eduardo Varas destacó por su lado la calidad de la novela e hizo énfasis en su exploración del lesbianismo y la poética, aunque criticó el título.